# Discestra columbica
Discestra columbica är en fjärilsart som beskrevs av Mcdunnough 1930. Discestra columbica ingår i släktet Discestra och familjen nattflyn. Inga underarter finns listade i Catalogue of Life.